# Sinalco
Deutsche Sinalco GmbH Markengetränke & Co. KG, tysk läsktillverkare, Duisburg, Tyskland
Sinalco lanserades redan 1905 och är därmed en av de allra äldsta läskedyckerna i Europa. Sinalco kommer från latinets ord för "utan alkohol".  